# Hecto
Pour les articles homonymes, voir H.
Pour un article plus général, voir Préfixes du Système international d'unités.
Hecto (symbole h) est le préfixe du Système international d'unités (SI) qui représente 102 soit 100. Ainsi, l'hectomètre vaut 100 mètres, l'hectolitre vaut 100 litres, etc. Cette unité est utilisée en agroalimentaire.
Adopté en 1795, il provient du grec ancien ἑκατόν / hekatón, cent.